# Hans Niessen
Hans Niessen (* 4. Juli 1950 in Raeren) ist ein ehemaliger belgischer Politiker. Für die Partei Ecolo war er von 1999 bis 2004 Minister für Jugend, Familie, Denkmalschutz, Gesundheit und Soziales in der Regierung der Deutschsprachigen Gemeinschaft. Von 2004 bis Ende 2008 war er Mitglied des Parlaments der Deutschsprachigen Gemeinschaft, ehe er zum 1. Januar 2009 Direktor der Euregio Maas-Rhein wurde. Unüberbrückbare Differenzen zwischen Niessen und der Institution führten schließlich dazu, dass er zum 1. Juli 2011 von dieser Position freigestellt wurde.
Vor seiner politischen Tätigkeit war Niessen Werkstattleiter am Institut für Werkzeugmaschinen und Betriebslehre an der RWTH Aachen.

## Familie
Hans Niessens 1979 geborene Tochter Claudia Niessen ist ebenfalls Mitglied von Ecolo und seit Dezember 2018 Bürgermeisterin von Eupen.